# Madeleine Collinson

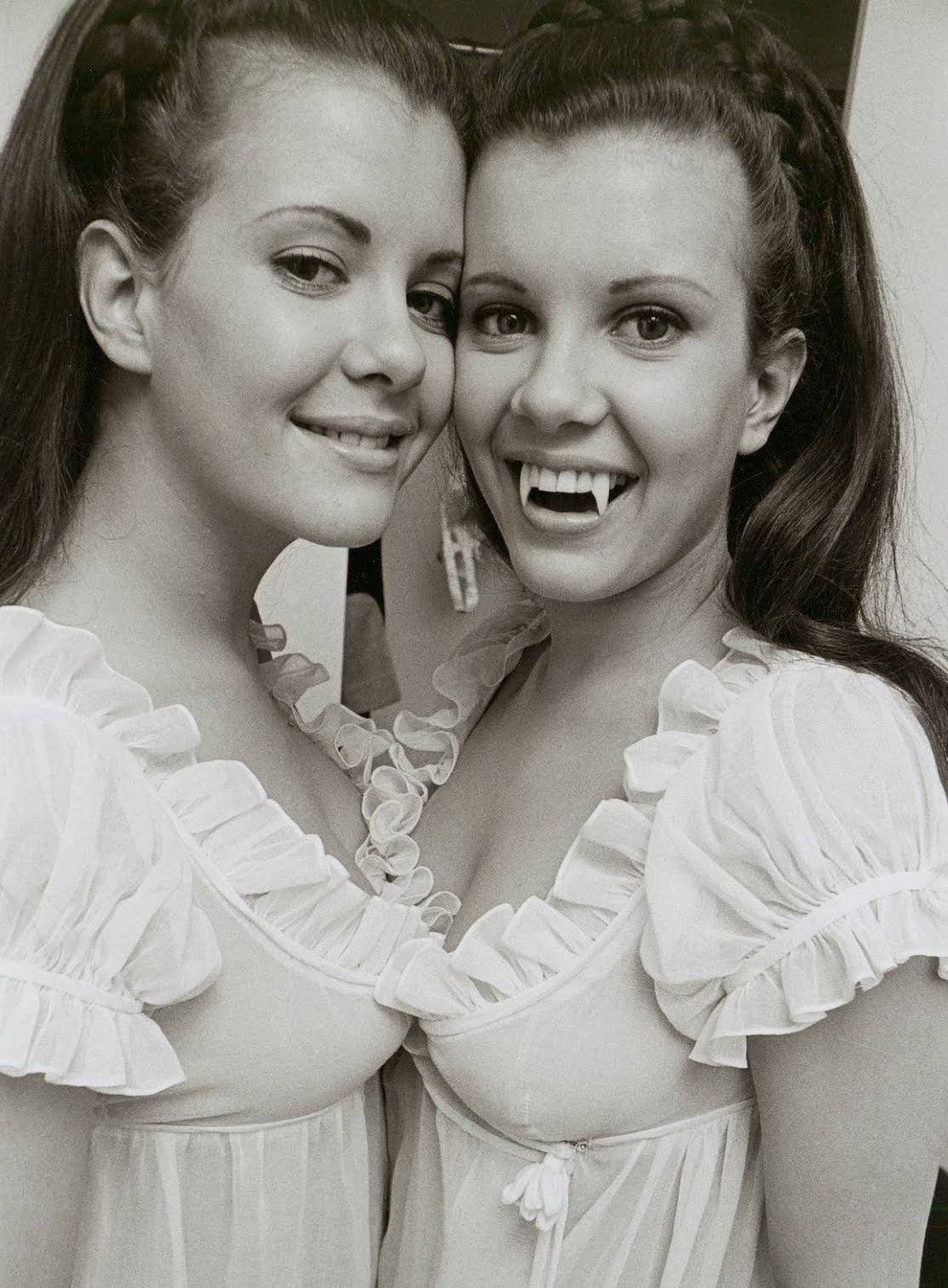
Mary e Madeline Collinson in Le Figlie di Dracula di John Hough.

Madeleine Collinson (Msida, 22 luglio 1952 – Msida, 14 agosto 2014) è stata un'attrice e modella maltese.

## Biografia
Madeleine e sua sorella gemella Mary (anch'ella modella ed attrice) nacquero a Msida, Malta, il 22 luglio 1952.
Entrambe si trasferirono in Inghilterra nel 1969 dove furono notate dal regista Harrison Marks, specializzato nel genere erotico molto in voga alla fine degli anni '60, che le scritturò per Halfway Inn, cortometraggio che le rese popolari come "gemelle sexy". A lanciarle come icona erotica, tuttavia, fu un altro film, diretto nel 1969 da Donovan Winter, Diario intimo di un garzone di macelleria: già l'anno seguente, infatti, Madeleine e Mary comparvero come Playmate del Mese sul numero dell'ottobre 1970 della prestigiosa rivista Play Boy.

## La parentesi Hammer
La celebre casa di produzione britannica Hammer Films le volle per un'opera che unisse il gotico (marchio di fabbrica Hammer) alle atmosfere da caccia alle streghe ed alle tinte erotiche in voga in quel periodo. Il film era Twins of Evil (in Italia distribuito come Le Figlie di Dracula) di John Hough,  ultimo capitolo della Trilogia dei Karnstein e, come i precedenti Mircalla, l'amante immortale e Vampiri amanti, rivisitava liberamente il personaggio nato dalla penna di Sheridan Le Fanu Carmilla. Le sorelle Collinson recitavano accanto a due celeberrimi attori inglesi, Peter Cushing e Dennis Price. Nonostante il buon successo della pellicola e la discreta prova di Madeleine e di Mary, Le Figlie di Dracula fu, di fatto, l'ultima produzione di rilievo del duo.

## Ultimi anni
Dopo aver sposato un ufficiale della RAF ed avuto tre figli, Madeleine Collinson fece ritorno a Malta dove si occupò, a lungo, di attività di carattere culturale. Colpita da enfisema, si spense il 14 agosto 2014 all'Ospedale Mater Dei di Msida a seguito di un black out. Aveva 62 anni. Dopo la parentesi Hammer, Mary visse invece a Milano; si è spenta all'età di 69 anni, il 23 novembre 2021.

## Filmografia
- Some Like It Sexy (Diario intimo di un garzone di macelleria)
- Permissive
- Groupie Girl
- She'll Follow You Anywhere
- The Love Machine (La macchina dell'amore)
- Twins of Evil (Le Figlie di Dracula)